# 16452 Goldfinger
16452 Goldfinger (1989 SE8) là một tiểu hành tinh vành đai chính được phát hiện ngày 28 tháng 9 năm 1989 bởi C. S. Shoemaker và E. M. Shoemaker ở Đài thiên văn Palomar.